# Hz-Programm

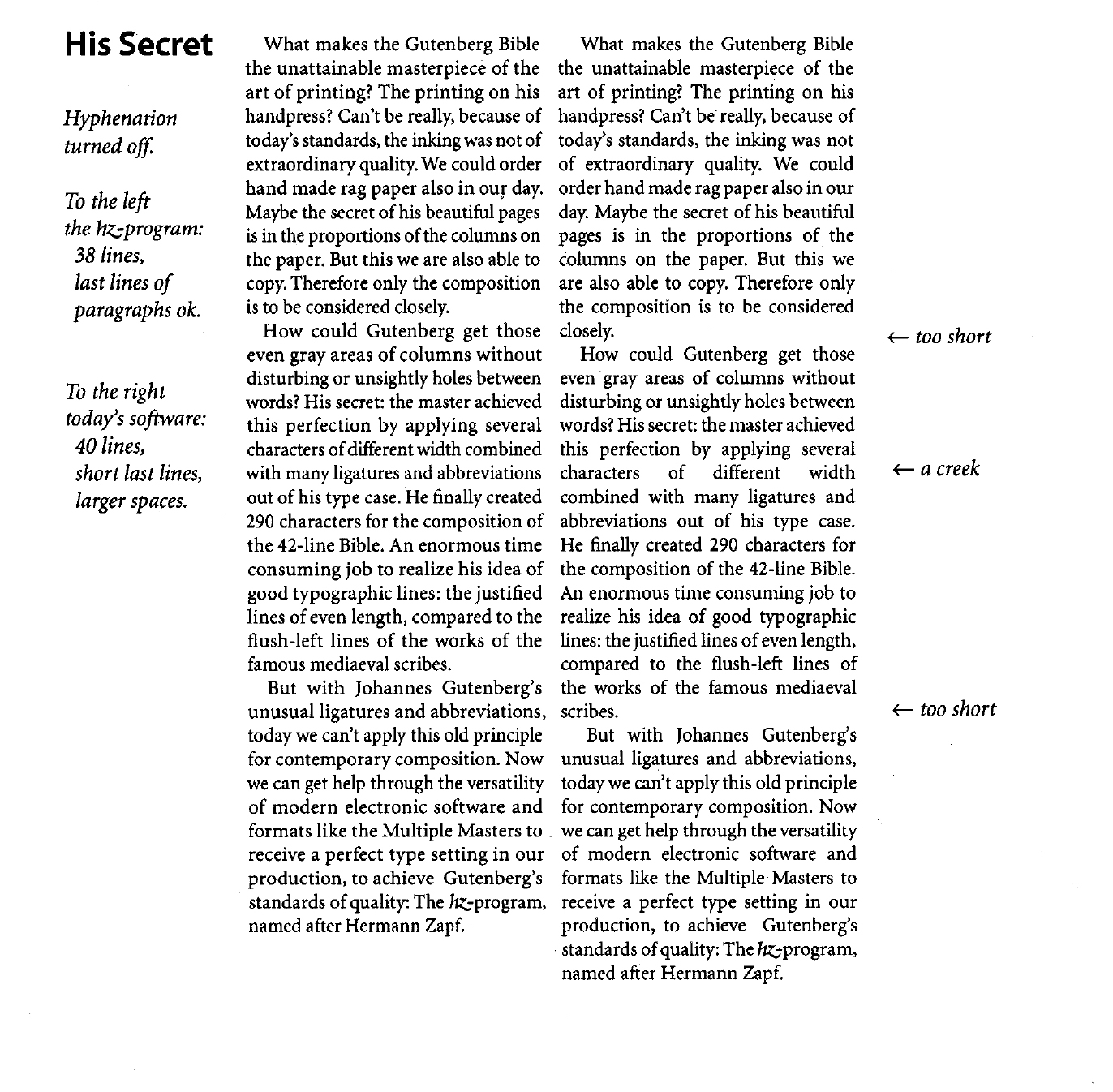
Schriftbild linke Spalte mit, rechts ohne hz-Programm

hz-Programm ist ein typografisches Schriftsatzprogramm für Computer, das von dem deutschen Typografen Hermann Zapf und Peter Karow von der Hamburger Firma URW Type Foundry entwickelt wurde. Ziel des hz-Programms war es, erstmals mit einem Computerprogramm einen Schriftsatz zu erreichen, der der Satzqualität der 42-zeiligen Gutenberg-Bibel nahekommt.
Das hz-Programm war das erste Programm, das beim Blocksatz nicht nur Wortabstände veränderte, um ein ausgewogenes Schriftbild zu erreichen, sondern auch das Kerning und die Dickte der einzelnen Buchstaben so veränderte, dass als Ergebnis der Grauwert der gesetzten Fläche gleichmäßig erschien.
Das hz-Programm wurde nie als Softwareprodukt vertrieben. Das Verfahren wurde am 19. Oktober 1994 durch das Europäische Patentamt unter der Nummer 0 466 953 B1 patentiert. Die Firma Adobe kaufte später das Patent auf, um die Schriftsatzmethode in ihrem Programm InDesign zu verwenden.